# Tel H̱ali HaMa‘aravi
Tel H̱ali HaMa‘aravi (hebreiska: תל חלי המערבי) är en kulle i Israel.   Den ligger i distriktet Haifa, i den norra delen av landet. Toppen på Tel H̱ali HaMa‘aravi är 39 meter över havet.
Terrängen runt Tel H̱ali HaMa‘aravi är kuperad åt sydväst, men åt nordost är den platt. Runt Tel H̱ali HaMa‘aravi är det tätbefolkat, med 636 invånare per kvadratkilometer. Närmaste större samhälle är Haifa, 15,8 km väster om Tel H̱ali HaMa‘aravi. Trakten runt Tel H̱ali HaMa‘aravi består till största delen av jordbruksmark.